# Weltmeisterschaften im Bogenschießen 1993
Die Weltmeisterschaften im Bogenschießen 1993 wurden vom 8. bis 12. September in der türkischen Stadt Antalya ausgetragen.

## Ergebnisse Recurvebogen
| Disziplin         | Gold                                                                     | Silber                                                                                           | Bronze                                                                       |
| ----------------- | ------------------------------------------------------------------------ | ------------------------------------------------------------------------------------------------ | ---------------------------------------------------------------------------- |
| Männer Einzel     | Park Kyung-mo                                                            | Kim Kyong-ho                                                                                     | Stanyslaw Sabrodskyj                                                         |
| Frauen Einzel     | Kim Soo-nyung                                                            | Lee Eun-kyung                                                                                    | Zehra Öktem                                                                  |
| Männer Mannschaft | Frankreich Sébastien Flute Eric Unbekand Lionel Torrés Philippe Fappiano | Südkorea Park Kyung-mo Kim Kyung-ho Kim Sung-nam Han Seung-hoon                                  | Niederlande Henk Vogels Erwin Verstegen Fred van Zutphen Marcel van Sleeuwen |
| Frauen Mannschaft | Südkorea Kim Hyo-jung Cho Youn-jeong Lee Eun-kyung Lee Hee-jung          | Russland Jelena Tutatschikowa Natalja Bolotowa Machluchanum Murtschajewa Nadeschda Badmazirenowa | China Ma Xiangjun Wang Xiaozhu Yao Yawen                                     |

## Medaillenspiegel
| Platz  | Land        | Gold | Silber | Bronze | Gesamt |
| ------ | ----------- | ---- | ------ | ------ | ------ |
| 1      | Südkorea    | 3    | 3      | 0      | 6      |
| 2      | Frankreich  | 1    | 0      | 0      | 1      |
| 3      | Russland    | 0    | 1      | 0      | 1      |
| 4      | China       | 0    | 0      | 1      | 1      |
| 4      | Kasachstan  | 0    | 0      | 1      | 1      |
| 4      | Niederlande | 0    | 0      | 1      | 1      |
| 4      | Ukraine     | 0    | 0      | 1      | 1      |
| Gesamt | Gesamt      | 4    | 4      | 4      | 12     |